# Ірина (тропічний шторм, 2012)
Тропічний шторм «Ірина» (англ. Tropical Storm Irina) — великий тропічний циклон, який приніс поривчастий вітер і проливний дощ на Мадагаскар, Мозамбік і Південну Африку. 

## Метеорологічна історія

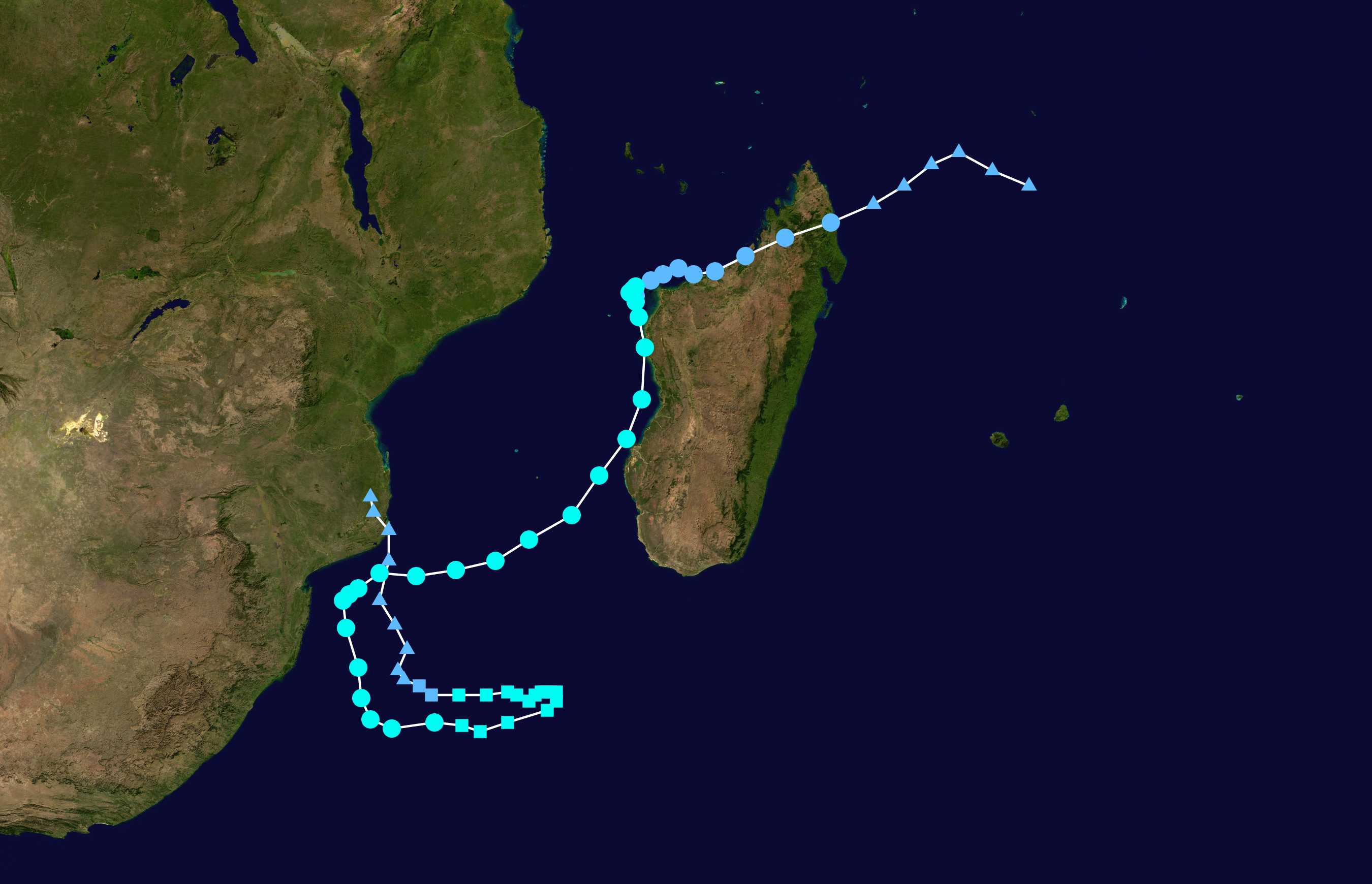
Карта шляху і інтенсивності Тропічного шторму Ірина

22 лютого у південно-західній частині Індійського океану утворилася зона погоди. Невдовзі після цього система поступово зміцнювалася до зони низького тиску. За сприятливих умов сильна конвекція змогла охопити циркуляційний центр низького рівня, що дозволило системі зміцнитися в тропічну депресію 25 лютого. 26 лютого RSMC La Reunion оновив систему до помірного тропічного шторму Ірина, оскільки він продовжував посилюватися. Однак Ірина вийшла на Північний Мадагаскар через кілька годин і послабився в депресію. 27 лютого Ірина виринула біля північно-західного узбережжя Мадагаскару. Протягом наступних кількох годин Ірина змогла трохи зміцніти, оскільки шторм наблизився вздовж узбережжя Мадагаскару. Пізніше того ж дня Ірина вдруге вийшла на узбережжя Мадагаскару, цього разу на північному-заході Мадагаскару. Пізно ввечері 27 лютого Ірина потрапила в зону погодних умов, коли вона була над сушею. Вранці 28 лютого Ірина повернулась в океан біля західного узбережжя Мадагаскару. Пізніше того ж дня Ірина відновила інтенсивність тропічної депресії та повільно почала реорганізуватися. Однак наступного дня Ірина не змогла відновити інтенсивність помірного тропічного шторму через погану організацію та через те, що центр циркуляції низького рівня шторму був зміщений, добре на схід від штормової конвекції. Вранці 29 лютого Ірина змогла достатньо реорганізуватися та відновила статус помірного тропічного шторму. Буквально через кілька годин JTWC призначив Ірину Тропічний циклон 12S. Поки Ірина продовжувала організацію, шторм поступово почав посилюватися, повертаючись на південь, уздовж західного узбережжя Мадагаскару. 1 березня «Ірина» переросла в потужний тропічний шторм, рухаючись до західного Мадагаскару. Пізно того ж дня Ірина досягла свого піку інтенсивності з мінімальним низьким тиском 979 мбар. Вранці 5 березня Ірина послабшала до помірного тропічного шторму.
Потім система зробила невелику петлю біля узбережжя Мозамбіку та Південної Африки, перш ніж знову почати рух у північно-західному напрямку до Мадагаскару через слабкі умови керування. Пізніше, 6 березня, зсув вітру почав впливати на систему, і більша частина конвекції шторму у зовнішній дощовій смузі була зруйнована. Оскільки шторм продовжував рухатися до південного Мадагаскару, зсув вітру прибрав більшу частину конвекції шторму, навіть коли шторм продовжував слабшати. Вранці 8 березня залишилася лише невелика кількість конвекції, яка була загорнута навколо центру циркуляції. Вранці 9 березня око зникло, оскільки шторм продовжував слабшати. Коли шторм повернувся до Південної Африки, він втратив свою організацію через сильний зсув вітру. Протягом наступних 2 днів залишковий мінімум Ірини продовжував дрейфувати на північний захід. Через два дні  вийшов у провінції Газа в Мозамбіку та розсіялися.

## Підготовка та наслідки
Коли Ірина почала рухатися вздовж узбережжя Мадагаскару, це спричинило сильні повені та багато зсувів, які забрали майже 72 життя, майже 911 залишились без даху над головою поблизу Антананаріву. Декілька органів влади вздовж західного узбережжя заявили, що шторм зруйнував майже 1348 будинків і спричинив зсуви, які заблокували кілька доріг, що відокремило кілька сіл.
Офіційна кількість загиблих станом на 6 березня становила 77, у тому числі щонайменше 65 загиблих в острівній державі, більшість із них у південно-східному районі Іфанадіана. П'ятеро рибалок загинули на узбережжі Мозамбіку і ще щонайменше троє людей на півдні країни, коли дерево впало на їхній дах і обвалило його. Південна Африка повідомила про чотирьох загиблих, коли хвилі заввишки до 3 метрів накотилися на порт Дурбан і змусили всі кораблі шукати безпечного місця. «Ірина» є найбільш смертоносним штормом сезону, завдяки якому загальна кількість загиблих у сезоні 2011–2012 років досягла 164 осіб, що є найвищим показником із сезону 2006–2007 років.